# Heinrich Müller-Breslau (Bauingenieur, 1851)

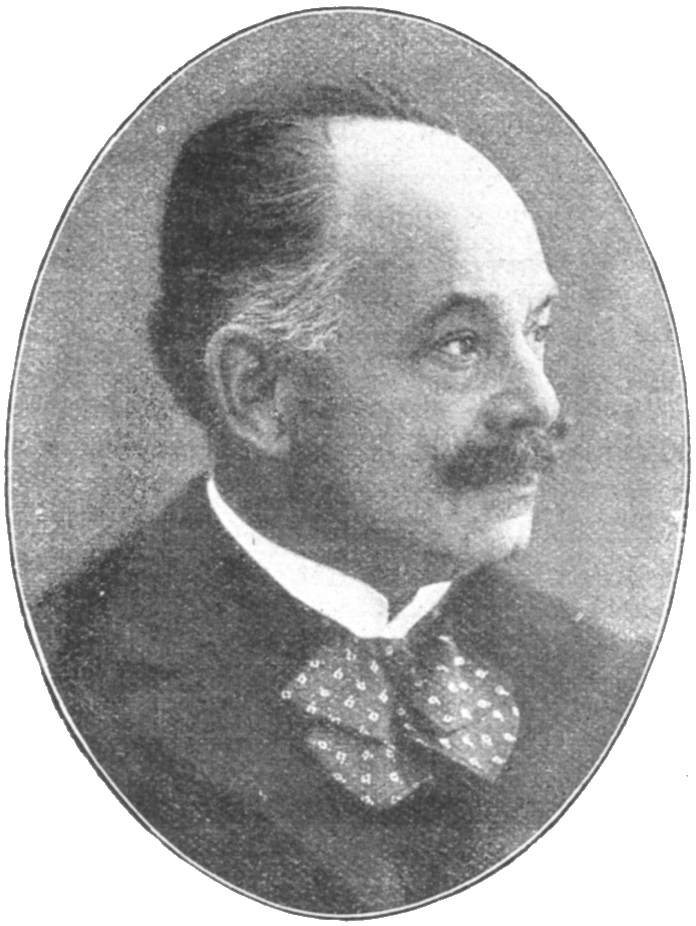
Heinrich Müller-Breslau

Heinrich Müller-Breslau (* 13. Mai 1851 in Breslau; † 24. April 1925 in Berlin-Grunewald; vollständiger Name: Heinrich Franz Bernhard Müller, zur Unterscheidung von anderen Namensträgern ab etwa 1875 Müller-Breslau) war ein deutscher Bauingenieur und Hochschullehrer. Er lieferte bedeutende Beiträge zur Theorie der Stabtragwerke in der Baustatik.
Müller-Breslau war zeit seines Lebens sowohl praktischer Bauingenieur als auch theoretischer Wissenschaftler. Er führte die bis dahin nebeneinander existierenden Elemente der klassischen Baustatik auf eine einheitliche Theorie zurück und fasste sie zu einer Theorie der Stabtragwerke zusammen. Damit systematisierte er die rechnerischen Methoden, insbesondere das Prinzip der virtuellen Verschiebungen und wendete die Energiesätze systematisch an. Er berechnete auch Tragwerke von Luftschiffen.

## Familie
Er war seit 1872 mit Auguste Schläfke (gestorben 1906) verheiratet, der Tochter eines Berliner Architekten, und der Vater von Heinrich K. G. Müller-Breslau (1872–1962), der Professor für Architektur an der Technischen Hochschule Breslau war. Der Bruder Georg (1856–1911) von Müller-Breslau war Maler und Lithograph (er hatte insgesamt zehn Geschwister). Der Vater von Müller-Breslau war Kaufmann.

## Leben

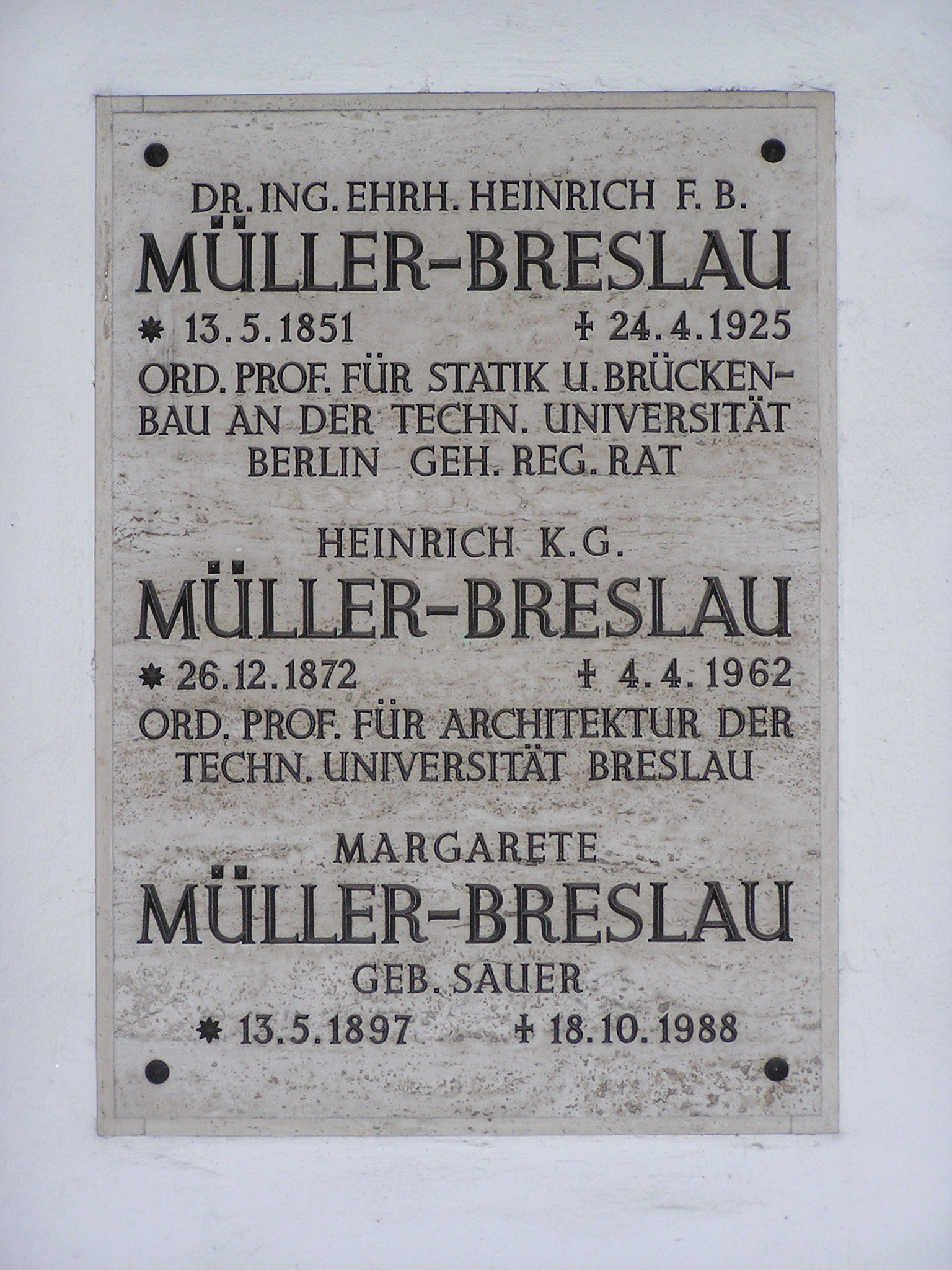
Nicht mehr vorhandene Grabplatte im Kolumbarium auf dem Friedhof Wilmersdorf.

Nach dem Abitur 1869 nahm er am Deutsch-Französischen Krieg von 1870/71 teil und begann danach 1871 ein Studium an der Berliner Gewerbeakademie. Außerdem besuchte er Vorlesungen in Mathematik bei Elwin Bruno Christoffel und Karl Weierstraß an der Berliner Universität. Bereits als Student half er Kommilitonen der Bauakademie in Statikrepetitorien und bereitete sie auf das zweite Staatsexamen vor. Aus dieser Lehrtätigkeit fasste er 1875 sein erstes Lehrbuch Elementares Handbuch der Festigkeitslehre zusammen, dem zwei Jahre später Beiträge über die Elastizität und Festigkeit sowie Baumechanik in Hütte – Des Ingenieurs Taschenbuch folgten.

## Beruflicher Werdegang
1875 eröffnete er in Berlin ein Büro als Zivilingenieur und unterhielt gemeinsam mit Richard. J. Otto an der Flottwellstraße 1 in Berlin das Ingenieur-Büreau für Hoch- und Tief-Bau Inhaber: Heinrich F. B. Müller-Breslau & Richard J. Otto.
1883 wurde Müller-Breslau zunächst Dozent und kurz darauf (1885) Professor für Baukonstruktionen und Baustofflehre an der Technischen Hochschule Hannover. Er befasste sich mit der statischen Berechnung von Eisenbrücken, Fachwerken und statisch unbestimmten Tragwerken. Über die Ergebnisse seiner Forschungen schrieb er sein zweibändiges Werk „Die Graphische Statik der Baukonstruktion“. Der erste Band erschien 1887 und der zweite 1891.
1888 wurde Müller-Breslau für das Fachgebiet Statik der Baukonstruktion und des Brückenbaus an die Technische Hochschule (Berlin-)Charlottenburg berufen. Auf diesem Lehrstuhl war er Nachfolger von Emil Winkler. In den akademischen Jahren 1895/1896 und 1910/1911 war er Rektor der Technischen Hochschule. Ab 1901 führte er in der Versuchsanstalt für Statik der Baukonstruktion an der Technischen Hochschule umfangreiche Untersuchungen über den Erddruck durch.
Er begründete die sogenannte „Berliner Schule der Baustatik“, in der Karl Bernhard (1859–1937), Ludwig Mann (1871–1959), August Hertwig (1872–1955), Hans Reissner (1874–1967) und Karl Pohl (1881–1947) bedeutende Schüler waren. Hans-Detlef Krey war zeitweise sein Assistent. Am 20. Dezember 1900 (bestätigt am 14. Januar 1901) wurde er Mitglied der Preußischen Akademie der Wissenschaften. Dies war außergewöhnlich, da die Akademie sonst keine Techniker aufnahm. 1901 wurde Müller-Breslau in die American Academy of Arts and Sciences gewählt.
Müller-Breslau war darüber hinaus vom 18. Januar 1912 bis zum 11. November 1921 Vorstandsvorsitzender des Akademischen Vereins „Hütte“ in Berlin. Daneben war er auch Mitglied des Vereins Deutscher Ingenieure (VDI) und des Berliner Bezirksvereins des VDI.
Die Schwedische Akademie der Wissenschaften zu Stockholm machte ihn 1908 zum auswärtigen Mitglied. 1902 verlieh ihm die Technische Hochschule Darmstadt die Ehrendoktorwürde, 1921 auch die Technische Hochschule Berlin-Charlottenburg. Im selben Jahr wurde er Ehrenbürger der Technischen Hochschule Karlsruhe. 1913 wurde er zum Mitglied des Preußischen Herrenhauses auf Lebenszeit ernannt. 1921 wurde Müller-Breslau emeritiert und erhielt die Ehrenmitgliedschaft der Technischen Hochschule Breslau.
Das Grab Müller-Breslaus befand sich auf dem Friedhof Wilmersdorf in Berlin. 2009 wurde das Grab nach Ablauf der Nutzungsdauer aufgelassen und neu belegt. Nach ihm wurde die Müller-Breslau-Straße in Berlin-Charlottenburg benannt, in unmittelbarer Nähe zum Stammgelände der Hochschule.

## Bauwerke
In Hannover entwarf er eine Straßenbrücke über die Ihme, eine Markthalle und den Glockenstuhl der St.-Marien-Kirche. Außerdem entwickelte er eine neue Konstruktion für den Bau großer Gasbehälter und erhielt ein Patent darauf. 1897/1898 erhielt er den Auftrag zur konstruktiven Bearbeitung und statischen Berechnung des Berliner Doms vom Fundament bis zur Kuppel, und 1898 entwarf er den Kaisersteg über die Spree bei Oberschöneweide. Weitere Bauwerke sind das Große Tropenhaus (1907, Botanischer Garten und Botanisches Museum Berlin) und das Mittelmeerhaus in Magdeburg (1908, Gruson-Gewächshäuser).

## Luftfahrzeuge
Müller-Breslau befasste sich außerdem seit 1894 mit Luftschiffen, weil er 1894 in eine im Auftrag von Kaiser Wilhelm II. eingesetzte Kommission zur Beurteilung eines Luftschiffentwurfs von Ferdinand Graf von Zeppelin bestellt wurde. Nach den Berechnungen von Müller-Breslau war die Konstruktion von Zeppelin statisch zu schwach, sodass Zeppelin sie entsprechend überarbeitete. Vom neuen Entwurf berechnete Müller-Breslau den Luftwiderstand und kam zu dem Ergebnis, dass das Luftfahrzeug nur fünf Meter Geschwindigkeit in der Sekunde erreichen würde und so teilte das Kriegsministerium am 29. September 1895 Zeppelin mit, dass es kein Geld für den Bau eines Luftschiffs beitragen werde. Es zeigte sich dann, dass Müller-Breslau von falschen Voraussetzungen bei seiner Berechnung ausgegangen war, als der beste Fachmann für Luftwiderstandsmessungen in Deutschland, Direktor Groß von den Krupp-Werken mit seinen Erfahrungen bei den Geschwindigkeitsmessungen von Artilleriegeschossen, in einem Gutachten auch auf die von Zeppelin angegebenen 12,5 Metern in der Sekunde kam, doch die Kommission blieb bei ihrer ablehnenden Haltung.
Im Ersten Weltkrieg war er Vorsitzender des Fachausschusses für Luftfahrt der Kaiser-Wilhelm-Stiftung für kriegstechnische Wissenschaften und Berater der Abteilung Luftfahrt des Kriegsministeriums. In dieser Zeit beschäftigte er sich mit der Berechnung der Tragflächenholme der Zeppeline.

## Veröffentlichungen
- Elementares Handbuch der Festigkeitslehre, 1875
- Elastizität und Festigkeit und Baumechanik. In: Hütte – Des Ingenieurs Taschenbuch, 1877
- Die Graphische Statik der Baukonstruktion, Band 1: 1887 und Band 2: 1891
- Antrittsrede, Berlin, 1901, in: Sitzungsberichte der Königlich Preußischen Akademie der Wissenschaften zu Berlin
- Zur Theorie der Windverbände eiserner Brücken, Berlin 1903, in: Sitzungsberichte der Königlich Preußischen Akademie der Wissenschaften. Phys.-math. Classe
- Die neueren Methoden der Festigkeitslehre und der Statik der Baukonstruktionen, ausgehend von dem Gesetze der virtuellen Verschiebungen und den Lehrsätzen über die Formänderungsarbeit. 3. Auflage. Leipzig 1904
- Erddruck auf Stützmauern, Stuttgart 1906
- Über exzentrisch gedrückte gegliederte Stäbe, Berlin 1910, in: Sitzungsberichte der Königlich Preußischen Akademie der Wissenschaften, Phys.-math. Classe
- Über exzentrisch gedrückte Stäbe und über Knickfestigkeit, Leipzig 1911 (aus: Der Eisenbau)
- Die neueren Methoden der Festigkeitslehre und der Statik der Baukonstruktionen, ausgehend von dem Gesetze der virtuellen Verschiebungen und den Lehrsätzen über die Formänderungsarbeit. 4. Auflage. Leipzig 1913
- Zur Geschichte des Zeppelin-Luftschiffes, Berlin 1914 (aus: Verhandlungen des Vereins zur Beförderung des Gewerbfleißes, 1914)
- Versuche mit auf Biegung und Knickung beanspruchten Flugzeugholmen, Berlin 1924, in: Sitzungsberichte der Preußischen Akademie der Wissenschaften, Phys.-math. Classe, 1924
- Adresse an Hermann Zimmermann zum fünfzigjährigen Doktorjubiläum am 29. Juli 1924, Berlin 1924, in: Sitzungsberichte der Preußischen Akademie der Wissenschaften, Phys.-math. Classe